# 公津の杜駅

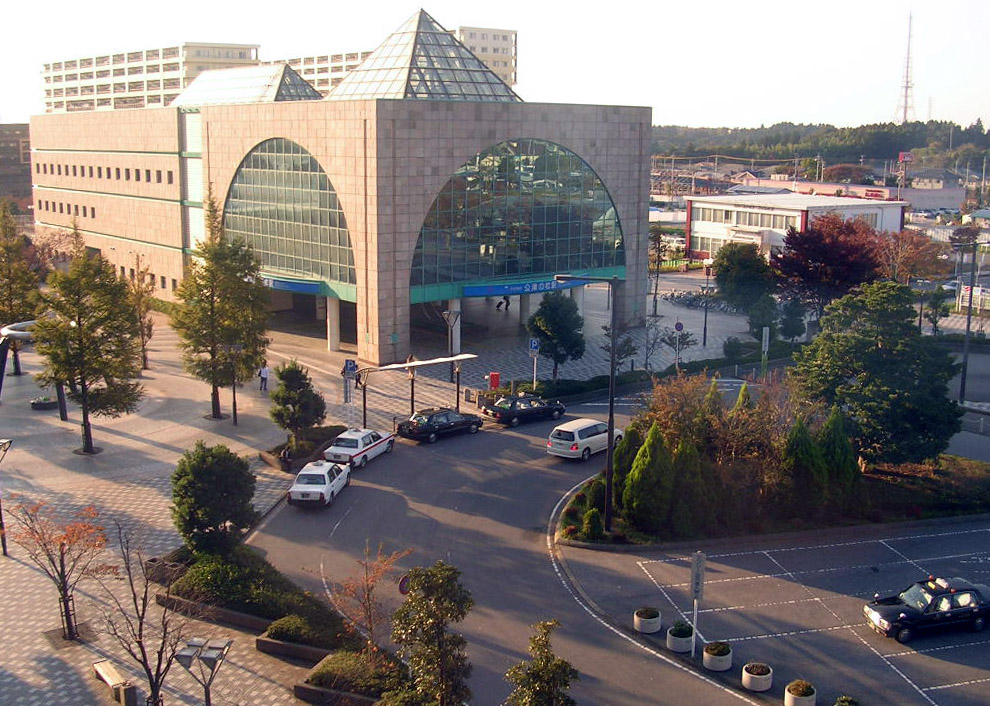
東口駅前広場（2005年11月）

公津の杜駅（こうづのもりえき）は、千葉県成田市公津の杜四丁目にある、京成電鉄本線の駅である。駅番号はKS39。関東の駅百選に選定されている。

## 歴史
京成本線の駅では最も新しい駅である。なお、駅新設と周辺整備にあたり、付近の線路を従来より南側に移設している。
- 1994年（平成6年）4月1日 - 開業[2]。
- 1997年（平成9年） - 「関東の駅百選」の第一次選定駅となる。選定理由は「ホームに透明な幕を使用した美術館を思わせるモダンなデザインの駅」[4]。
- 2006年（平成18年）12月10日 - 特急の停車駅に追加される[5]

## 駅構造
掘割部に相対式ホーム2面2線があり、地上部に橋上駅舎を有している（京成成田駅管理）。ホームの京成成田寄りはトンネルにかかっている。
ホームへは階段のほかエスカレーターが設置されている。バリアフリー設備として、改札階と各ホーム間を連絡する車椅子対応エレベーターと、改札付近に多機能トイレが設置されている。駅舎の2階部分は「公津の杜駅ビル」となっており、事務所向けのテナントが入居している（2階部分の廊下部分が吹き抜けに面している）。2012年12月までエアアジア・ジャパン（当時）のオフィスとして利用されており、スプリング・ジャパンの本社が3階にある。改札口は駅東側にあり、東南北3方向に出入が可能である。
駅のコンコースには大きなモニュメントが設置されている。タイトルは『陽琴』（英題：The Harp）で、作者はデザイナーの時忠彦。

### のりば
| 番線 | 路線     | 方向 | 行先                                      |
| ---- | -------- | ---- | ----------------------------------------- |
| 1    | 京成本線 | 上り | 船橋・日暮里・上野・押上・ 都営浅草線方面 |
| 2    | 京成本線 | 下り | 成田・ 成田空港方面                       |

- 上表の路線名は成田空港線開業後の旅客案内の名称に基づいている[7]。

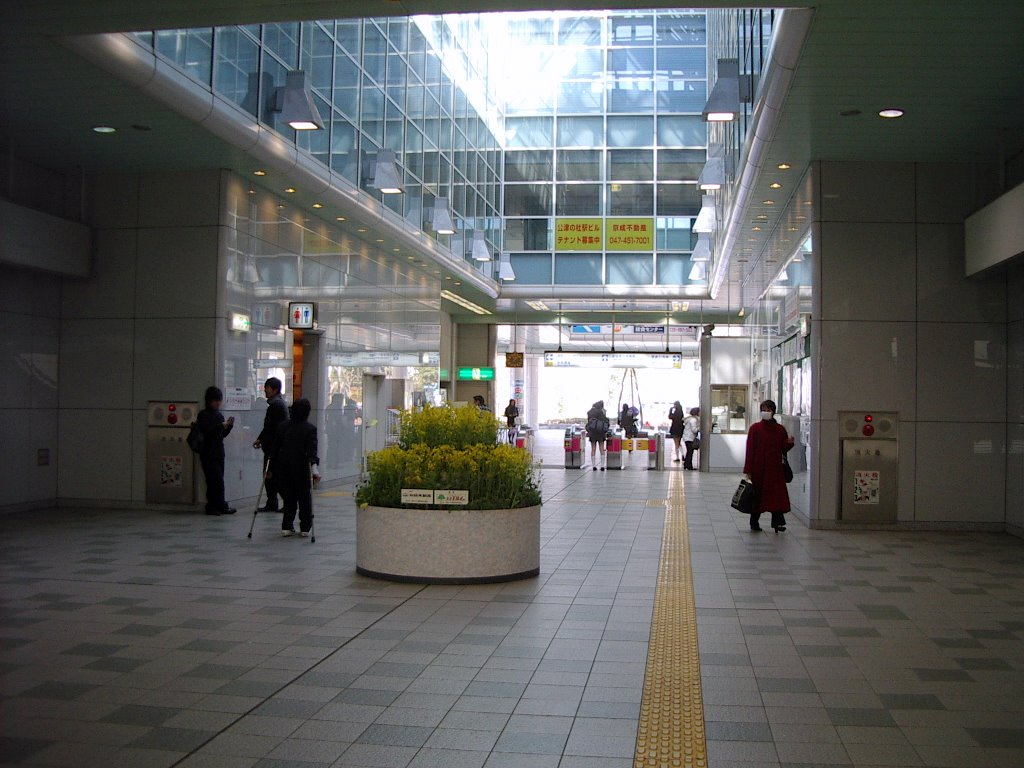
改札口（2007年2月）
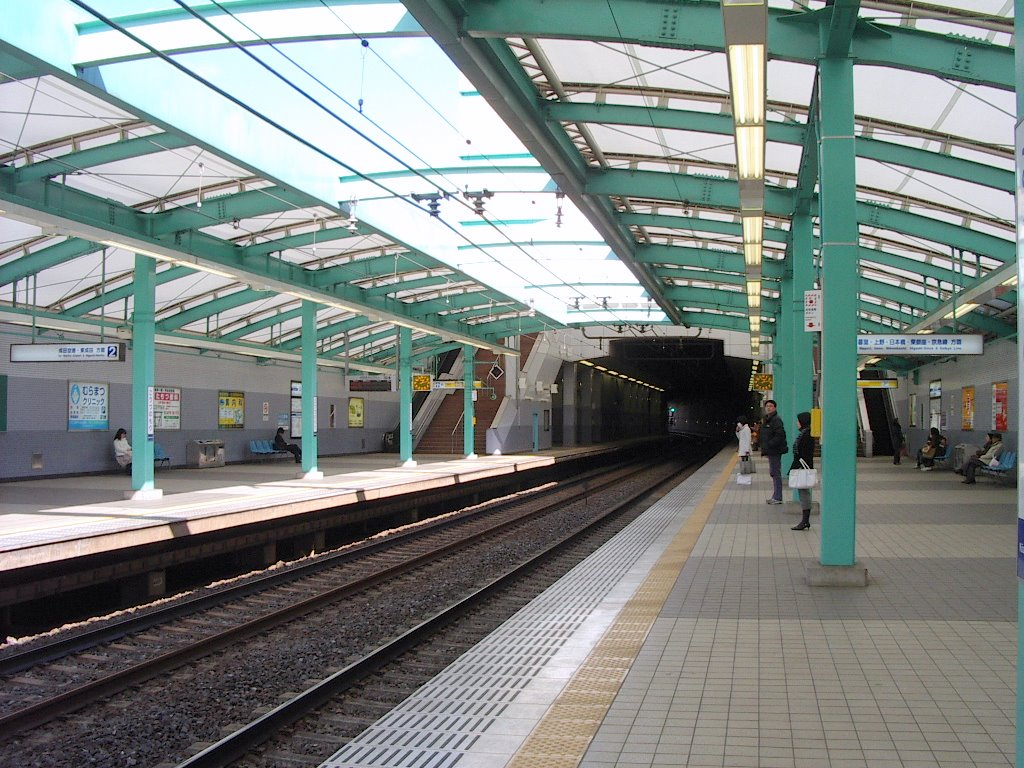
駅ホーム（2007年2月）
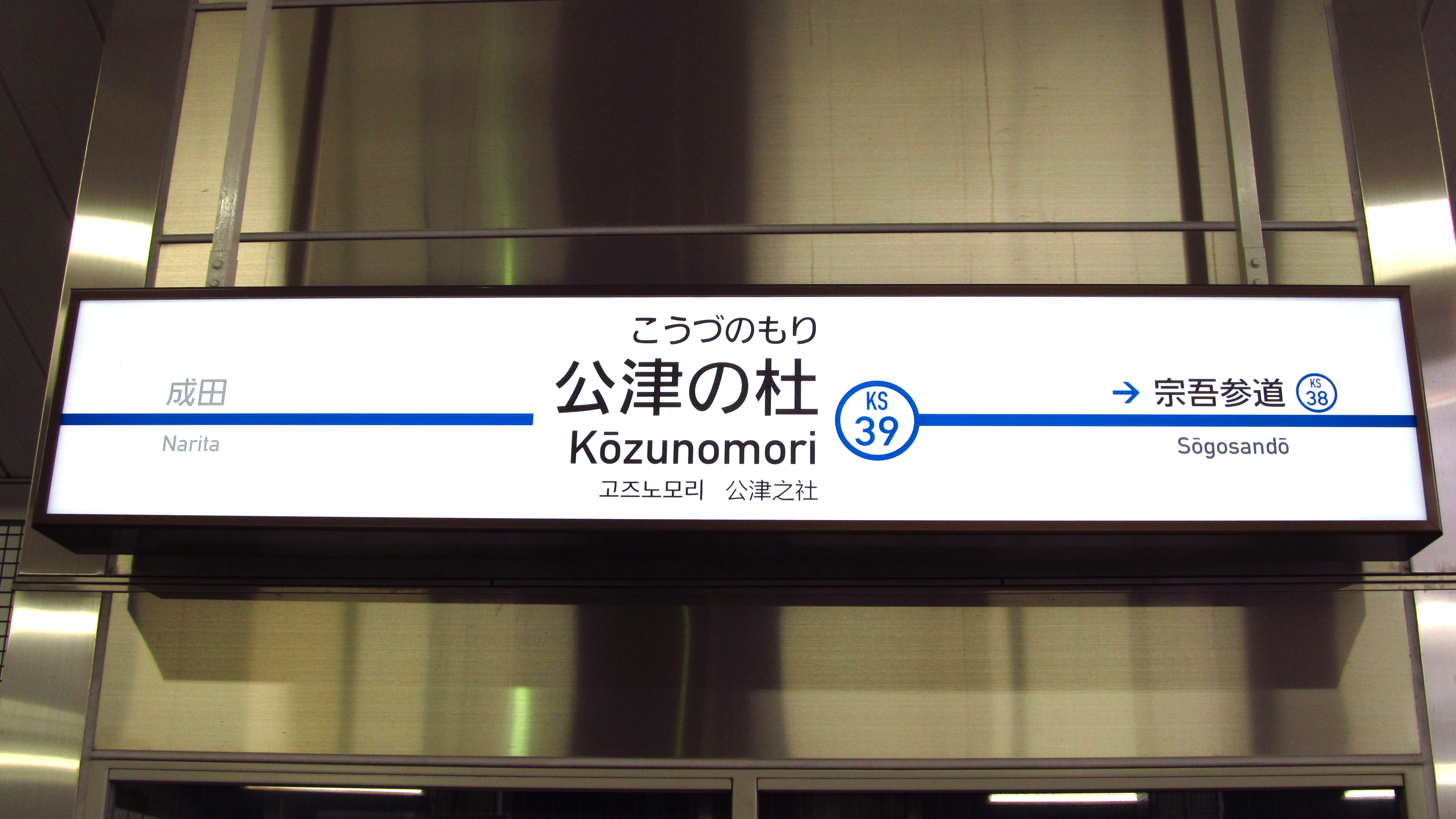
駅名標（2020年7月）

## 利用状況
2024年度の1日平均乗降人員は14,734人である。
開業以降の1日平均乗降人員および乗車人員は下表の通りである。
| 年度               | 1日平均 乗降人員 | 1日平均 乗車人員 | 出典              |
| ------------------ | ---------------- | ---------------- | ----------------- |
| 1994年（平成06年） |                  | 301              | [ 千葉県統計 1 ]  |
| 1995年（平成07年） |                  | 464              | [ 千葉県統計 2 ]  |
| 1996年（平成08年） |                  | 618              | [ 千葉県統計 3 ]  |
| 1997年（平成09年） |                  | 813              | [ 千葉県統計 4 ]  |
| 1998年（平成10年） |                  | 1,021            | [ 千葉県統計 5 ]  |
| 1999年（平成11年） |                  | 1,530            | [ 千葉県統計 6 ]  |
| 2000年（平成12年） |                  | 1,918            | [ 千葉県統計 7 ]  |
| 2001年（平成13年） |                  | 2,060            | [ 千葉県統計 8 ]  |
| 2002年（平成14年） | 3,903            | 2,146            | [ 千葉県統計 9 ]  |
| 2003年（平成15年） | 4,456            | 2,365            | [ 千葉県統計 10 ] |
| 2004年（平成16年） | 5,804            | 2,828            | [ 千葉県統計 11 ] |
| 2005年（平成17年） | 6,093            | 2,975            | [ 千葉県統計 12 ] |
| 2006年（平成18年） | 6,658            | 3,322            | [ 千葉県統計 13 ] |
| 2007年（平成19年） | 7,754            | 3,835            | [ 千葉県統計 14 ] |
| 2008年（平成20年） | 8,343            | 4,124            | [ 千葉県統計 15 ] |
| 2009年（平成21年） | 8,521            | 4,219            | [ 千葉県統計 16 ] |
| 2010年（平成22年） | 8,600            | 4,258            | [ 千葉県統計 17 ] |
| 2011年（平成23年） | 8,660            | 4,292            | [ 千葉県統計 18 ] |
| 2012年（平成24年） | 9,160            | 4,539            | [ 千葉県統計 19 ] |
| 2013年（平成25年） | 9,866            | 4,896            | [ 千葉県統計 20 ] |
| 2014年（平成26年） | 10,134           | 5,029            | [ 千葉県統計 21 ] |
| 2015年（平成27年） | 10,724           | 5,328            | [ 千葉県統計 22 ] |
| 2016年（平成28年） | 11,789           | 5,863            | [ 千葉県統計 23 ] |
| 2017年（平成29年） | 12,602           | 6,279            | [ 千葉県統計 24 ] |
| 2018年（平成30年） | 13,490           | 6,738            | [ 千葉県統計 25 ] |
| 2019年（令和元年） | 14,034           | 7,011            | [ 京成 2 ]        |
| 2020年（令和02年） | 9,628            | 4.814            | [ 京成 3 ]        |
| 2021年（令和03年） | 11,097           | 5,547            | [ 京成 4 ]        |
| 2022年（令和04年） | 12,240           | 6,119            | [ 京成 5 ]        |
| 2023年（令和05年） | 13,755           | 6,872            | [ 京成 6 ]        |
| 2024年（令和06年） | 14,734           | 7,368            | [ 京成 1 ]        |

備考
1. ↑  1994年4月1日開業。

## 駅周辺

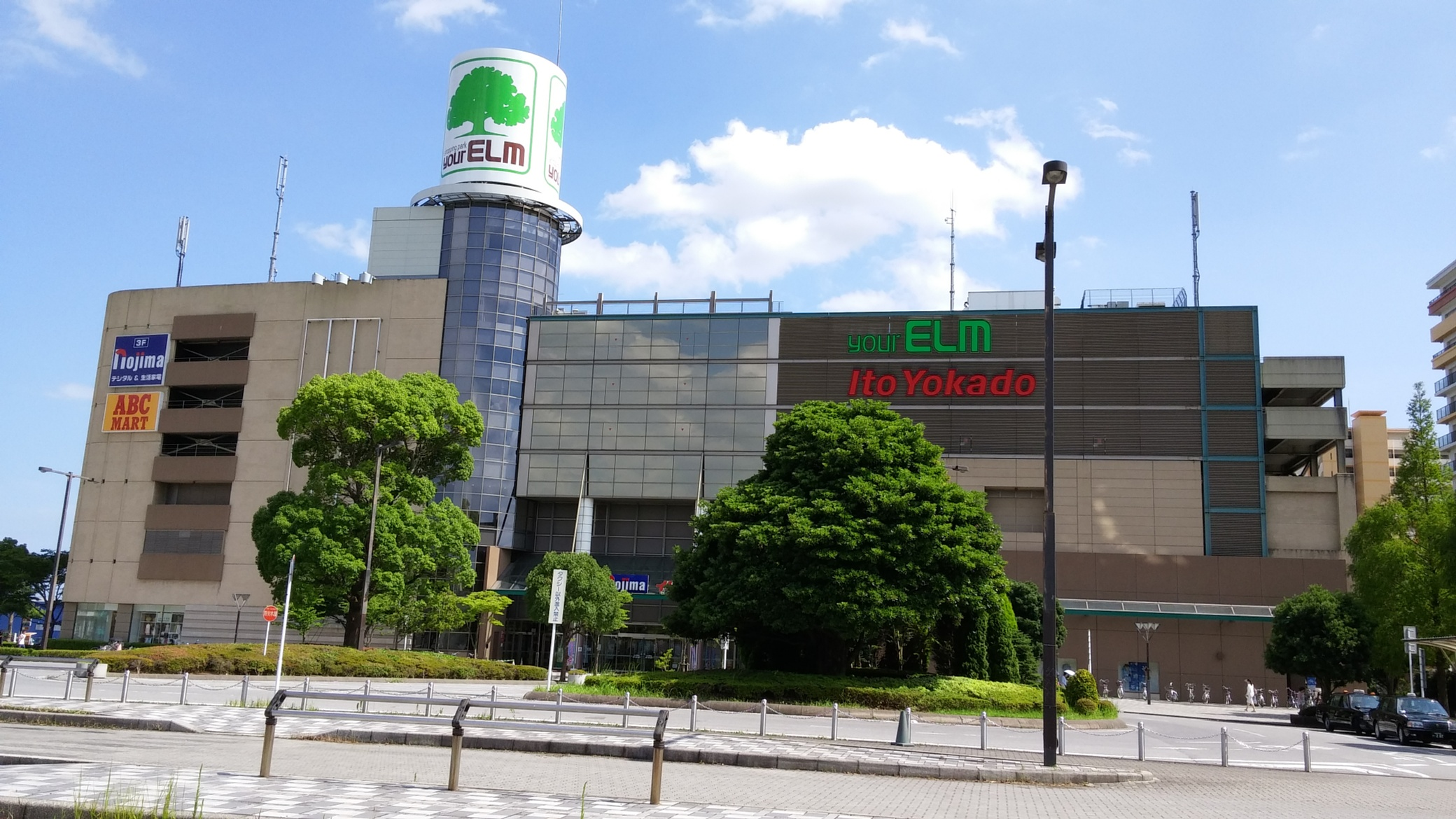
ユアエルム成田

駅前ロータリー交差点は駅東側にある。駅北側には国道464号（宗吾街道）、駅南側には国道51号、国道409号が通る。駅西側には成田市と酒々井町の境が存在する。
公津の杜地区は、旧建設省の「ふるさとの顔づくりモデル土地区画整理事業」に指定されており、HOPE計画（地域住宅計画）で、方向性やルールを定めた計画的な都市計画によって区画整理事業が進められたニュータウン（公津東・公津西）となっており、住宅地を分譲・販売している京成電鉄や京成不動産などによる駅前のマンション建設が行われ、中高層のマンションが建ち並んでいる。駅前にはマンションのほか、全日本空輸や日本航空の社宅なども建設されている。宗吾参道駅方面には、新たに区画整理された更地が広がっている。国道51号の公津の杜入口交差点より当駅前を通り、中央通りとの交差点を北側に進むと成田ニュータウン方面に繋がる。

### 南側
- 成田警察署 公津の杜交番

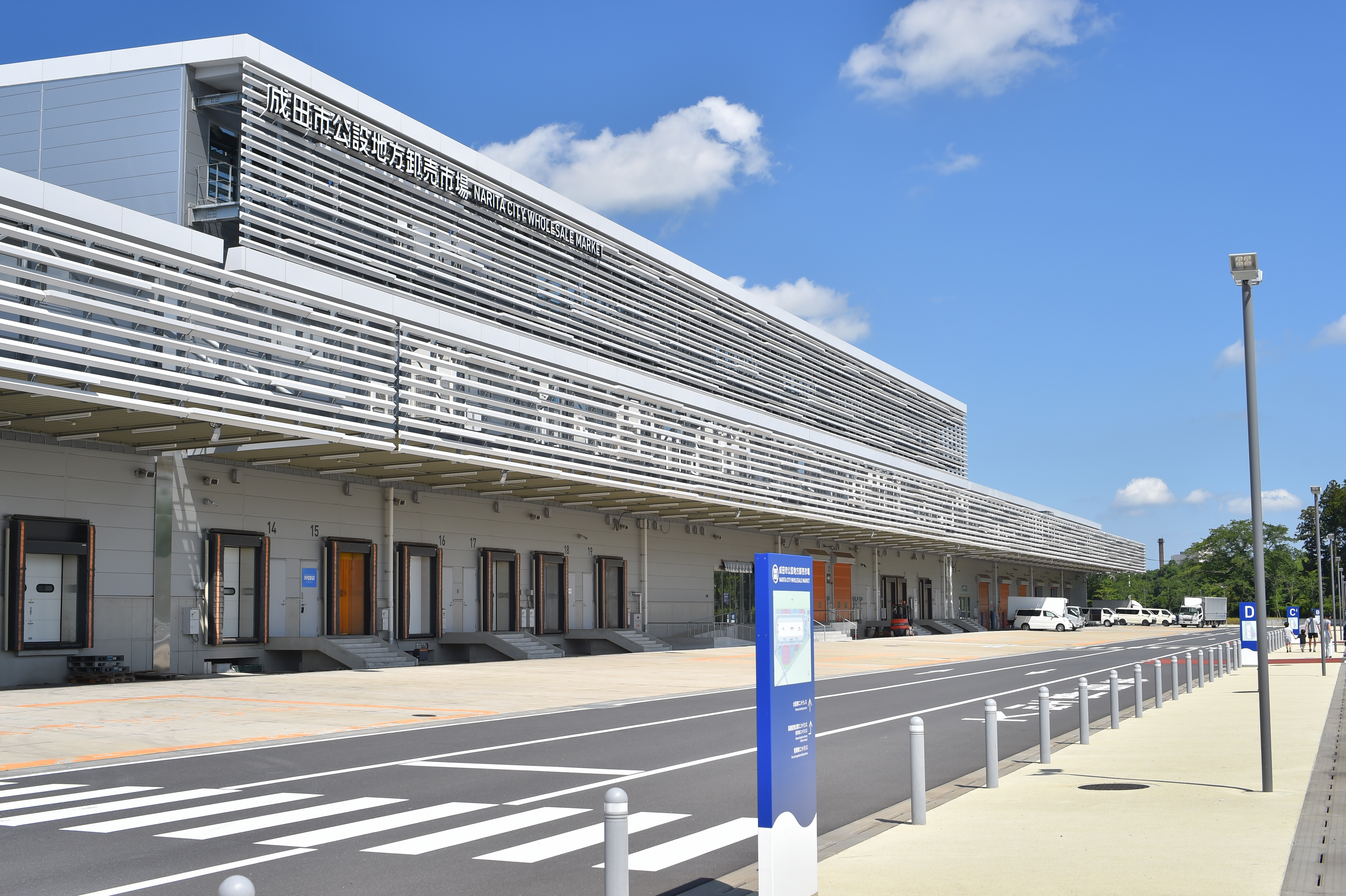
成田市公設地方卸売市場

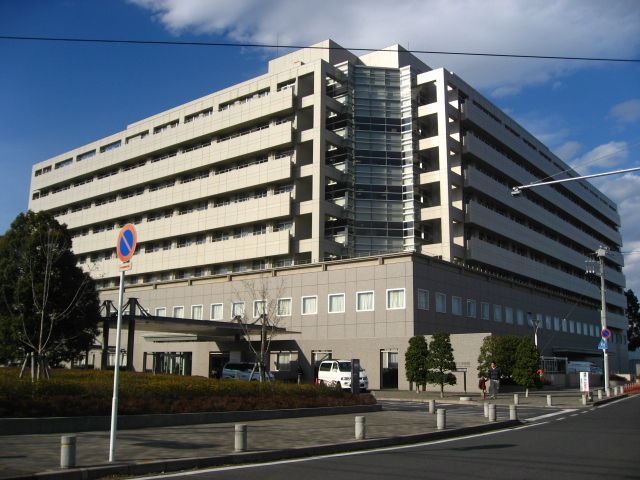
成田赤十字病院

- 公津の杜コミュニティセンター（もりんぴあ）
- ギャラリーのうさぎ
- 成田市公設地方卸売市場
- 成田航空ビジネス専門学校
- 成田市立公津の杜中学校
- 成田市立公津の杜小学校
- 成田市立平成小学校
- 公津の杜幼稚園
- 公津の杜保育園
- 成田赤十字病院（救命救急センター・災害拠点病院）
- 成田公津の杜郵便局
- 中央労働金庫 成田支店
- ユアエルム成田
  - とんかついなば和幸 惣菜店　成田ユアエルム惣菜店
  - ロピア成田店
- ミドリ安全成田
- スーパー銭湯崋の湯（華の湯）

### 北側
- 成田市消防本部 赤坂消防署公津分署
- 国際医療福祉大学 成田キャンパス
- 成田国際こども園
- 公津の杜公園

## バス路線
京成バス千葉イーストによる路線バスが運行されている。詳細は京成バス千葉イースト成田営業所を参照。
公津の杜駅
- 宗吾線：京成成田駅 / 宗吾霊堂
- 公津の杜線：イオンモール成田 / 成田湯川駅（千葉交通）
- 成田市コミュニティバス：成田市役所 / 甚兵衛渡し

## 付記
- クリスマスシーズンに合わせてイルミネーションイベント「ミラフォレスタ」[注釈 1]が開催され、当駅がイルミネーションで華やかに彩られる。
- 京成カードのマスコットキャラクターである京成パンダは「当駅付近のマンションに住んでいる」という設定である[10]。

## 隣の駅
京成電鉄
 本線
■快速特急
通過
■特急・■通勤特急・■快速・■普通
宗吾参道駅 (KS38) - 公津の杜駅 (KS39) - 京成成田駅 (KS40)